# Szara szyjka

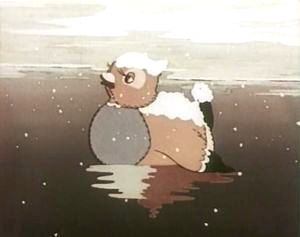
Szara szyjka – kadr z filmu.

Szara szyjka (ros. Серая шейка, Sieraja szejka) – radziecki film animowany z 1948 roku w reżyserii Leonida Amarlika i Władimira Połkownikowa oparty na utworze Dmitrija Mamina-Sibiriaka o tej samej nazwie.

## Fabuła
Wraz z nadejściem jesieni dzikie gęsi szykują się do odlotu do ciepłych krajów. Jedna z nich, zwana Szarą Szyjką, chciała przedtem pożegnać się ze swoim przyjacielem Zajączkiem. Lecąc zauważyła skradającego się do niego Lisa. Bez wahania rzuciła się na ratunek przyjacielowi. Niestety w wyniku starcia lis uszkodził Szarej Szyjce lotki i z tego powodu nie mogła odlecieć z innymi.

## Obsada (głosy)
Fiodor Kurichin, W. Iwanowa, Władimir Popow, Walentina Tielegina 

## Animatorzy
Lidija Riezcowa, Aleksandr Bielakow, Boris Titow, Boris Stiepancew, Boris Miejerowicz, Nadieżda Priwałowa, Łamis Briedis, Dmitrij Biełow, Faina Jepifanowa, Roman Dawydow, Tatjana Taranowicz, Fiodor Chitruk

## Nagrody
- 1949: IV Festiwal w Mariańskich Łaźniach – Nagroda dla najlepszego filmu animowanego dla dzieci.
- 1949: II Międzynarodowy Festiwal Filmowy pracujących w miastach Czechosłowacji – Nagroda dla najlepszego filmu dla dzieci.
- 1952: Międzynarodowy Festiwal Filmowy w Bombaju – Nagroda „Marmurowa Waza”.

## Wersja polska
Seria: Bajki rosyjskie (odc. 23)
W wersji polskiej udział wzięli:
- Beata Jankowska
- Jacek Bończyk
- Ryszard Olesiński jako lis
- Włodzimierz Press
- Monika Wierzbicka

Realizacja:
- Reżyseria: Stanisław Pieniak
- Dialogi: Stanisława Dziedziczak
- Opracowanie muzyczne: Janusz Tylman
- Dźwięk: Robert Mościcki, Marcin Kijo, Jerzy Rogowiec
- Montaż: Elżbieta Joël, Dorota Sztandera
- Kierownictwo produkcji: Ala Siejko
- Opracowanie: Telewizyjne Studia Dźwięku – Warszawa
- Lektor: Krzysztof Strużycki

## Literatura
- Bieriozko Gieorgij, Szara szyjka: bajka filmowa, przeł. z jęz. ros. Stanisław Strumph-Wojtkiewicz, Warszawa 1953[4][5].